# Osvaldo Hurtado
Pour les articles homonymes, voir Hurtado.
Pour le footballeur, voir Osvaldo Hurtado (football).
Osvaldo Hurtado Larrea, né le 26 juin 1939 dans le canton de Chambo (Équateur), est un sociologue et homme d'État équatorien, président de l'Équateur de 1981 à 1984.

## Biographie
Hurtado est le vice-président de Jaime Roldós, élu lors des élections de 1979 (en). Il devient président le 24 mai 1981  lorsque Roldós meurt dans un accident aérien survenu lors des commémorations de la fête de l'Indépendance. La dette externe de l’Équateur augmente de 93 % sous sa présidence, en conséquence de sa décision de convertir les dettes en dollars des grandes entreprises privées en sucres, la monnaie nationale, qui était fortement dévaluée. Il achève le mandat de son prédécesseur et quitte le pouvoir le 10 août 1984.